# William C. Newland

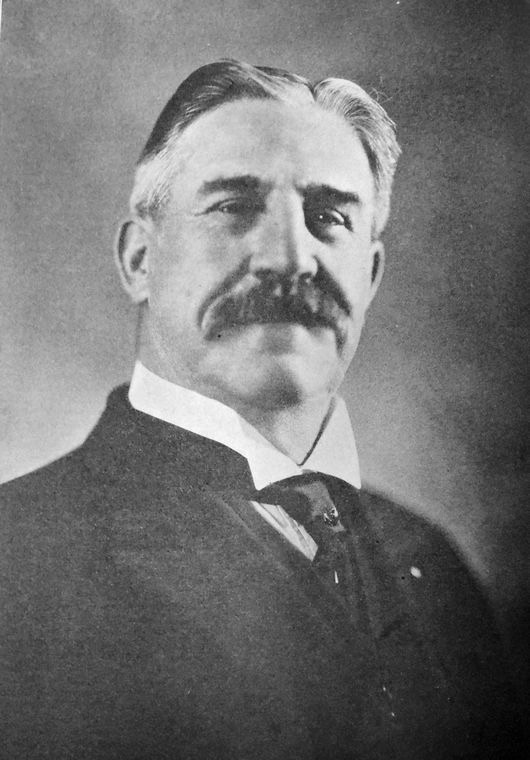
William C. Newland

William Calhoun Newland (* 1860; † 1938) war ein US-amerikanischer Politiker. Zwischen 1909 und 1913 war er Vizegouverneur des Bundesstaates North Carolina.

## Werdegang
Die genauen Lebensdaten sowie der Geburts- und Sterbeort von William Newland sind nicht überliefert. Nach einem Jurastudium und seiner Zulassung als Rechtsanwalt begann er in diesem Beruf zu arbeiten. Gleichzeitig schlug er als Mitglied der Demokratischen Partei eine politische Laufbahn ein. Er war Bürgermeister der Stadt Lenoir im Caldwell County und von 1881 bis 1882 Mitglied des Senats von North Carolina. In den Jahren 1889 und 1890 sowie nochmals von 1903 bis 1904 saß er als Abgeordneter im Repräsentantenhaus von North Carolina. 1904 kandidierte er erfolglos für das Repräsentantenhaus der Vereinigten Staaten.
1908 wurde Newland an der Seite von William Walton Kitchin zum Vizegouverneur von North Carolina gewählt. Dieses Amt bekleidete er zwischen 1909 und 1913. Dabei war er Stellvertreter des Gouverneurs und Vorsitzender des Staatssenats. Im Jahr 1912 nahm er als Delegierter an der Democratic National Convention in Baltimore teil, auf der Woodrow Wilson als Präsidentschaftskandidat nominiert wurde. William Newland starb im Jahr 1938. Die Ortschaft Newland im Avery County wurde nach ihm benannt.